# Phytomyza affinis
Phytomyza affinis är en tvåvingeart som beskrevs av Fallen 1823. Phytomyza affinis ingår i släktet Phytomyza och familjen minerarflugor.
Artens utbredningsområde är Sverige. Arten är reproducerande i Sverige. Inga underarter finns listade i Catalogue of Life.